# Konrad Robert Rüger
Konrad Robert Rüger (* 7. September 1829 auf der Festung Königstein in Sachsen; † 13. November 1899 in Dresden) war ein deutscher Reichsgerichtsrat.

## Leben
Rüger wurde 1853 auf den sächsischen Landesherrn vereidigt. Er kam 1860 als Hilfsrichter zum Bezirksgericht und wurde 1861 zum Bezirksgerichtsrat befördert. Zum etatmäßigen Appellationsgerichtsrat in Leipzig ernannte man ihn 1870. Oberappellationsgerichtsrat in Dresden wurde er 1874, 1879 kam er an das Reichsgericht. Er war im I., II. und VI. Zivilsenat tätig und trat 1895 in den Ruhestand. Rüger verstarb 1899 in Dresden und wurde auf dem Alten Annenfriedhof beigesetzt.
Sein Bruder Konrad Wilhelm von Rüger (1837–1916) war Mitglied der Kommission zur Ausarbeitung des Bürgerlichen Gesetzbuches und mehrfach sächsischer Minister.

## Schriften
- Nachrichten über die Familie Rüger, Dresden 1899.